# Robert Lerouvillois
Robert Lerouvillois (Flamanville, 21 novembre 1933 - Cherbourg-en-Cotentin, 6 juin 2017) est un historien français. Il a écrit plusieurs ouvrages sur l'histoire de Cherbourg et du Cotentin.

## Biographie
Robert Lerouvillois nait et grandit à Flamanville.
Il a été professeur certifié de français et de lettres classiques de 1963 à 1983 aux lycées cherbourgeois Victor-Grignard et Jean-François Millet.
Il est élu au conseil municipal de Cherbourg, et nommé adjoint au maire à la culture de 1977 à 1982 auprès de Louis Darinot puis de Jean-Pierre Godefroy. Au cours de ce mandat, il conduit la construction du centre culturel qui regroupe la bibliothèque municipale Jacques-Prévert et le musée Thomas-Henry. 
À cette époque, il découvre dans les archives de la bibliothèque municipale des documents américains datant de la Libération. Ils lui permettent d'affirmer que le port de Cherbourg a été le principal port de soutien des troupes alliées, alors que les historiens attribuaient traditionnellement ce rôle au Port Mulberry d'Arromanches. Il publie ses recherches en 1987 Et la liberté vint de Cherbourg puis en 2009 dans Cherbourg, port de la liberté dans la Bataille de Normandie.
Renonçant à l'enseignement après un accident vasculaire cérébral en 1980, il est conservateur du Muséum Emmanuel-Liais de la ville de Cherbourg durant sept ans. Il poursuit ses recherches historiques et archéologiques, et publie notamment Chroniques de l'Astrolabe qui retrace l'histoire de Cherbourg en quatre volumes (1992-2008).
Il est lauréat du 51e Prix littéraire du Cotentin en 2014.
Il est membre de la Société nationale académique de Cherbourg à partir de 1991.

## Ouvrages
- Et la liberté vint de Cherbourg - La bataille logistique de la Libération, Cherbourg, éd. Isoète, 1987.
- Et la liberté vint de Cherbourg. La bataille logistique de la Libération, Charles Corlet éd., 1991 (réédition augmentée)[7].
- Chroniques de l'Astrolabe : 1. Chante-grenouille - Vestiges et fictions du Cotentin médiéval, Cherbourg, éd. Isoète, 1992.
- Chroniques de l'Astrolabe : 2. Entour de l'Isle de Costentin - Aux racines de notre histoire maritime, Cherbourg, éd. Isoète, 1993, 182 p.
- 32 trains pour Le Mans - 1944, Cherbourg, porte de la liberté, Cherbourg, éd. Isoète, 1994, 142 p.
- Scicy la forêt engloutie : 300 ans d'archéologie en Cotentin, Lassy, éd. Paoland, 1999, 175 p.
- Chroniques de l'Astrolabe : 3. Cherbourg n'est point à conquerre - La légendaire forteresse océane, Lassy, éd. Paoland, 2002, 206 p.
- Un temps clair comme cristal : Journal de Gouberville - Cotentin, 1549-1563, Saint-Lô, éd. Archives départementales de la Manche, 2002, 254 p.
- Trésors ignorés - Fleurons de notre patrimoine intellectuel et artistique, Marigny, éd. Eurocibles, 2005, 167 p.
- Naviguer en Manche au XVIe siècle : aux approches du Cotentin avec Pierre Garcie, premier pilote du Ponant, Marigny, éd. Eurocibles, 2005, 105 p.
- Chroniques de l'Astrolabe : 4. Jambe de Bois - Marins du Cotentin et grandes découvertes, Marigny, éd. Eurocibles, 2008, 222 p.
- Cherbourg, port de la liberté dans la Bataille de Normandie - La mémoire confisquée, Cherbourg, éd. Isoète, 2009, 544 p.
- Conteur d'Outre Mer, le visage secret de Millet, Tourlaville, éd. Les Éditions du Cotentin, 2012, 232 p.
- Immuables rochers, gardiens de mémoire - Cap de Flamanville, Tourlaville, éd. Les Éditions du Cotentin, 2013, 272 p.
- Aux premières loges : Un écolier du Cotentin dans la Seconde Guerre mondiale, Flamanville, éd. Mémoire de Biédal, 2014, 254 p.